# ニキティン・ディール
ニキティン・ディール（Nikitin Dheer）は、インドのボリウッドで活動する俳優。

## キャリア
2008年にアシュトーシュ・ゴーワリケールの『Jodhaa Akbar』で俳優デビューし、リティク・ローシャンが演じるアクバルの義弟シャリフッディーン・フセインを演じた。同作は興行的・批評的な成功を収め、ディールの演技もタラン・アダルシュから「ファンタスティック」と絶賛された。同年7月にはアプールヴァ・ラキアの『Mission Istaanbul』でヴィヴェーク・オベロイ、シュリヤ・サラン、ザイード・カーンと共演した。
2011年にアニーズ・バーズミーの『Ready』でサルマーン・カーン、アシン・トーットゥンカルと共演し、2012年にはアルバーズ・カーンの『ダバング2』でサルマン・カーン、ソーナークシー・シンハー、プラカーシュ・ラージと共演した。2013年にローヒト・シェッティの『チェンナイ・エクスプレス 〜愛と勇気のヒーロー参上〜』でシャー・ルク・カーン、ディーピカー・パードゥコーンと共演した。同作ではタミル人ギャングのタンガバッリ役を演じ、役作りのために体力トレーニングに取り組み筋肉を増量した。批評家のモハル・バースは「屈強であるが、それを演じるのに十分な役割を与えられなかった」と批評している。

## 家族
父パンカジ・ディールはボリウッドで俳優として活動している。2014年に父が決めた婚約者クラティカ・センガールと結婚した。

## フィルモグラフィー

### 映画
- Jodhaa Akbar（2008年）

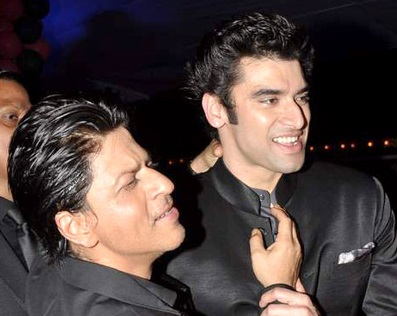
『チェンナイ・エクスプレス 〜愛と勇気のヒーロー参上〜』上映イベントに出席するニキティン・ディールとシャー・ルク・カーン（2013年）

- Mission Istaanbul（2008年）
- Ready（2011年）
- ダバング2（英語版）（2012年）
- チェンナイ・エクスプレス 〜愛と勇気のヒーロー参上〜（2013年）
- Kanche（2015年）
- ハウスフル3（英語版）（2016年）
- Freaky Ali（2016年）
- Goutham Nanda（2017年）
- Mister（2017年）

### テレビシリーズ
- Dwarkadheesh Bhagwaan Shree Krishn（2011年）
- Fear Factor: Khatron Ke Khiladi 5（2014年）
- Naagarjuna – Ek Yoddha（2016年-2017年）
- Ishqbaaaz（2017年-2018年）
- Naagin（2019年）